# Eglon van der Neer

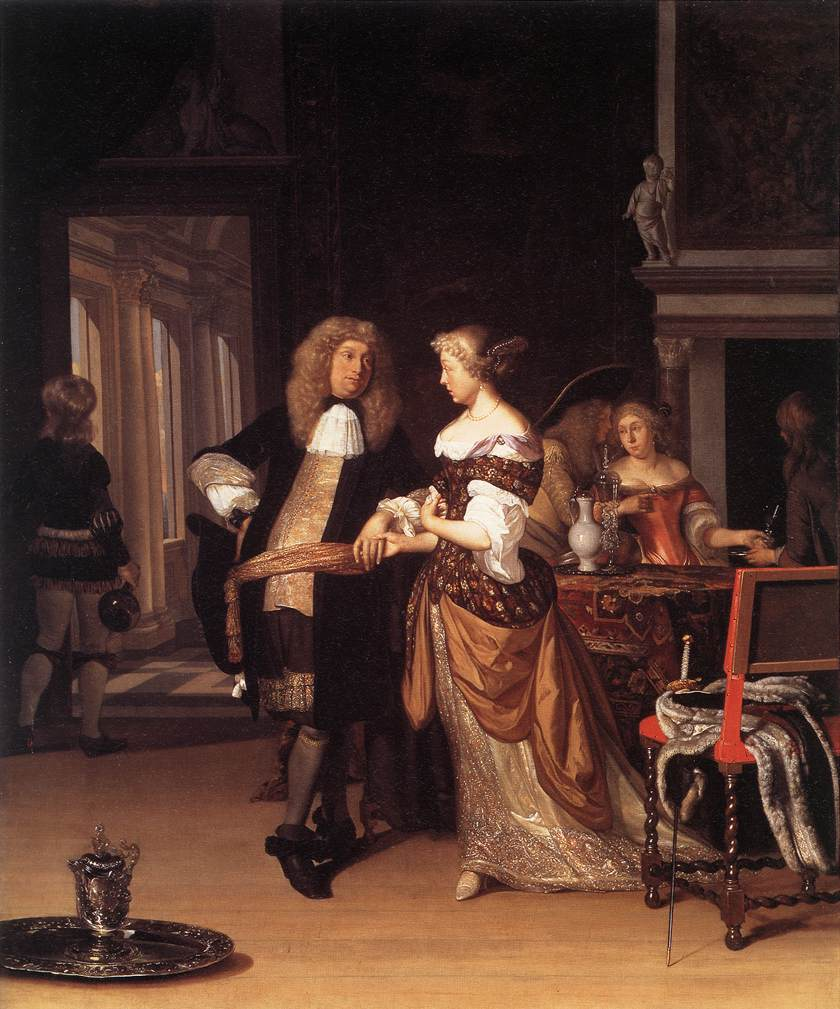
De verloving, stel in elegant interieur, 1678, Eglon van der Neer.

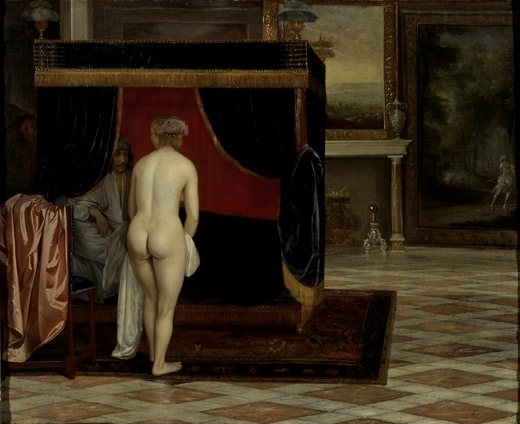
De vrouw van Kandaules ontdekt de verstopte Gyges, 1675-1680, Eglon van der Neer.

Eglon Hendrick van der Neer (Amsterdam?, ca. 1635/6 - Düsseldorf, 3 mei 1703) was een Nederlands kunstschilder. Hij werd bekend door portretten in de stijl van Caspar Netscher, gezelschapsstukken in de stijl van Gabriël Metsu, historische, mythologische en religieuze scènes en later geromantiseerde landschappen, een thema waarmee ook zijn vader Aert van der Neer bekend werd.

## Leven

### Jeugd en opleiding
Waar en wanneer Van der Neer precies geboren is, is niet bekend, maar in 1659 geeft Eglon bij zijn huwelijk in Rotterdam op 26 jaar oud te zijn. Volgens Arnold Houbraken stierf Van der Neer in 1703 op zeventigjarige leeftijd; hij noemt echter als geboortejaar 1643. Op zijn gezag geven Wagenaar en Stijl in hun terugblik op de Gouden Eeuw ook het geboortejaar 1643. Van wie Van der Neer zijn kunstenaarsopleiding genoot, is evenmin bekend. Hij werd waarschijnlijk eerst door zijn vader Aert in het schildersvak onderwezen. Later zou hij schilderlessen bij Jacob van Loo hebben gevolgd, toen een vooraanstaande figuurschilder van Amsterdam.

### Orange, Republiek en Brussel
Nadat hij zijn opleiding rond 1654 bij Van Loo had voltooid, trok hij naar Orange (Vaucluse) in Zuid-Frankrijk, waar hij in dienst trad van de gouverneur, Friedrich von Dohna. Hier verbleef Van der Neer drie of vier jaar, waarna hij eind 1658 terugkeerde naar Amsterdam. In Schiedam trad hij op 20 februari 1659 in het huwelijk met Maria Wagensvelt, de dochter van een welvarende Rotterdamse notaris. Op 15 februari 1660 doopten zij hun eerste zoon Aert, vernoemd naar Eglons vader, die eveneens schilder zou worden. Volgens Houbraken zouden hierna nog vijftien kinderen volgen.
In 1663 of 1664 verhuisde het gezin Van der Neer naar de geboortestad van Wagensvelt, waar de familie tot 1679 zou blijven wonen. In Rotterdam werd Adriaen van der Werff in 1671, toen pas twaalf jaar oud, een leerling van hem. Hij wordt tevens als enige leerling vermeld en Van der Werff zou vijfenhalf jaar bij Van der Neer in de leer zijn.
Na de dood van zijn eerste vrouw in 1677 verhuisde Van der Neer in 1679 naar Brussel, waar hij in 1681 in het huwelijk trad met de miniatuurschilderes Marie du Chatel, een dochter van de kunstenaar François du Chatel. Uit dit huwelijk zouden tot de dood van Marie negen kinderen volgen. In Brussel onderhield Van der Neer een goede vriendschappelijke band met de gouverneur van de Zuidelijke Nederlanden, de markies van Castanaga.

### Hofschilder in Spanje en de Palts
Op 18 juli 1687 werd Van der Neer benoemd tot hofschilder van de Spaanse koning Karel II. Twee jaar later schilderde Van der Neer, nadat de vrouw van Karel II was overleden, een van de huwelijkskandidaten, Maria Anna van Beieren. Hij werd in 1689 in zijn geboortestad Amsterdam waargenomen, wat er op wees dat hij zich niet continu in Brussel begaf.
In 1695 kocht Johan Willem van de Palts, toen hij door de Republiek der Zeven Verenigde Nederlanden reisde, een schilderij van Van der Neer in Rotterdam. Kort daarop nam hij direct contact op met Van der Neer. In datzelfde jaar lag Brussel onder vuur van Franse troepen en Van der Neer keek uit naar een nieuwe plek om te leven. In 1698 ging hij in op het aanbod van Johan Willem van Palts om zich als hofschilder te vestigen in Düsseldorf. In december 1697 was hij in het huwelijk getreden met de schilderes Adriana Spilberg, de weduwe van de schilder Willem Breekvelt. Dit derde huwelijk bleef kinderloos.

## Werken

### Portretten en gezelschapsstukken
Van Van der Neer zijn ongeveer veertig portretten bekend. De afmetingen van Van der Neers schilderijen zijn over het algemeen klein van formaat en zijn minutieus afgewerkt. Van Van der Neer is slechts één zelfportret bekend, gesigneerd en gedateerd in 1696, toen Van der Neer ongeveer zestig jaar oud was; het hangt reeds geruime tijd in het Galleria degli Uffizi in Florence. Van een schilderij uit 1671, dat qua compositie zeer gelijkt op een werk van de Rotterdammer Ludolf de Jongh, wordt beschreven dat het Van der Neer met zijn eerste vrouw Maria Wagensvelt en een deel van zijn kinderen uit dit huwelijk toont. De gelaatstrekken uit zijn latere zelfportret lijken ook aanwezig bij de man in het familieportret, maar de tijdspanne van vijfentwintig jaar geeft te weinig aanwijzingen om een definitief antwoord te geven op de vraag of Van der Neer inderdaad zijn eigen gezin heeft geportretteerd.
Gedurende zijn periode in Amsterdam en Rotterdam schilderde Van der Neer hoofdzakelijk gezelschapsstukken en portretten, waarbij hij veelvuldig verschillende stijlen wist toe te passen. Zijn interieurscènes verraden invloeden vanuit het werk van Pieter de Hooch, Gerard ter Borch, Gabriël Metsu en Frans van Mieris.

### Mythologische en Bijbelse werken
Van der Neer schilderde slechts een handvol mythologische en Bijbelse stukken. De vroegste daarvan lijken zeer veel op zijn gezelschapsstukken, waarbij de figuren zijn gestoken in eigentijdse interieuren.

### Historische scènes en landschappen
Later, toen hij werkte in Brussel en Düsseldorf, situeerde Van der Neer zijn historische scènes in de buitenlucht in weidse landschappen. Bij deze werken lijkt hij naar voorbeeld van Adam Elsheimer te hebben geschilderd. In zijn pure landschappen, waarop betekenisloze figuren staan afgebeeld, neigt zijn stijl naar die van Jan Brueghel de Oude en Jacques d'Arthois.
De werken van Van der Neer vertonen, behoudens het aspect van geïdealiseerde landschappen, geen enkele overeenkomst met het werk van zijn vader Aert van der Neer. Werk van hem is thans te vinden in onder andere het Rijksmuseum te Amsterdam, het Louvre in Parijs en het Museo del Prado in Madrid.

### Lijst van schilderijen
Onder meer
- jaren 1660 - Interieur met kaartspelende dames en heren, Ferens Art Gallery, Hull
- 1665 - Tekenares, Wallace Collection, Londen
- 1665 - Ontbijtende dame, Liechtenstein Museum
- 1669 - Luitspeelster bij het spinet, Museum Boijmans Van Beuningen
- 1671 - Luitspeelster
- 1675 - Dame die haar handen wast, Mauritshuis, Den Haag
- omstreeks 1675 - Portret van een man en vrouw in een interieur, Museum of Fine Arts (Boston)
- 1675 - Dame die een luit bespeelt in een interieur, olieverf op hout
- 1675-1680 - Kandaules' vrouw ontdekt de verstopte Gyges, Museum Kunstpalast, Düsseldorf
- 1678 - De verloving: een jong stel in een elegant interieur, Wadsworth Atheneum, Hartford
- 1678 - Judith, National Gallery
- jaren 1680 - Kinderen met vogelkooi en kat, Hermitage, Sint-Petersburg
- 1683 - Allegorie van godsdienst, Museum Ons' Lieve Heer op Solder, Amsterdam
- 1690-1698 - Pastoraal landschap, olieverf op koper, particuliere verzameling, New York
- 1691 - Boetvaardige Magdalena, particuliere verzameling
- 1696 - Zelfportret, Galleria degli Uffizi, Florence
- ? - Dame met brief en negerpage
- ? - Familieportret, particuliere verzameling
- ? - Lezeres, Metropolitan Museum, New York
- 1695 - Circe transformeert scylla
- ? - Luitspeelster, Suermondt-Ludwig-Museum, Aken
- ? - Luitspelende dame met twee jongens
- ? - Visverkoopster, Louvre
- ? - Strand en duinen van Scheveningen
- ? - Weg langs het water